# Mike Zaworotko
Michael „Mike“ John Zaworotko (* 14. August 1956 in Tredegar, South Wales) ist ein britisch-kanadischer Chemiker.
Zaworotko studierte Chemie am Imperial College London mit dem Bachelorabschluss 1977 und ging danach an die University of Alabama, wo er 1982 bei J. L. Atwood promoviert wurde. Als Post-Doktorand war er 1982 bis 1985 an der University of Victoria bei S. R. Stobart. 1985 wurde er Assistant Professor, 1987 Associate Professor und 1995 bis 1997 Professor an der Saint Mary’s University Halifax, an der er 1994 bis 1997 der Chemie Fakultät vorstand. 1995 bis 1999 war er Präsident der Pharmafirma Diazans. 1998/99 war er Dekan der Fakultät für Kunst und Wissenschaft der University of Winnipeg und ab 1999 Professor an der University of South Florida, wo er bis 2008 auch der Chemie Fakultät vorstand. Seit November 2013 hat Zaworotko den Bernal-Lehrstuhl für Chrystal Engineering an der University of Limerick inne. Außerdem ist er Science Foundation of Ireland Research Professor und Ko-Direktor des Synthesis and Solid-State Pharmaceutical Centre.
Er befasst sich mit Supramolekularer Chemie  und Crystal Engineering (u. a. supramolekularer Synthese von Festkörpern mit gezielter Änderung einer Komponente),  Kristallstrukturanalyse insbesondere mit Röntgenbeugung, Nanotechnologie und Medikamentendesign insbesondere über Ko-Kristalle, bei denen den aktiven pharmazeutischen Komponenten durch geeignete Kristall-Partner günstige Zusatzeigenschaften verliehen werden. Ab Ende der 1990er Jahre befasst er sich mit Porosität (Metal Organic Frameworks) mit Anwendungen in Umwelt- und Energietechnik (Transport und Speicherung Wasserstoff, Herausfiltern von Kohlendioxid u. a.).
1992 war er NRC Senior Research Associate der Air Force Academy und 1999 war er Gastprofessor an der Universität Straßburg, 2001 am Institut für Biologie und Chemie von Proteinen des CNRS in Lyon und seit 2011 ist er Fellow der American Association for the Advancement of Science. 2019 wurde er zum Mitglied der Royal Irish Academy gewählt.
2011 wurde er von Reuters als Nr. 20 der am meisten zitierten Chemiker eingeordnet.
Zaworotko hat die britische und kanadische Staatsbürgerschaft.

## Schriften
- mit Brian Moulton From Molecules to Crystal Engineering: Supramolecular Isomerism and Polymorphism in Network Solids, Chem. Rev., Band 101, 2001, S. 1629–1658
- Herausgeber mit Kenneth Richard Seddon Crystal engineering: the design and application of functional solids, Kluwer 1999
- Herausgeber mit Edward Tiekink, Jagadese Vittal Organic crystal engineering: frontiers in crystal engineering, Wiley 2010